# Exequiel Fuentes Villarroel

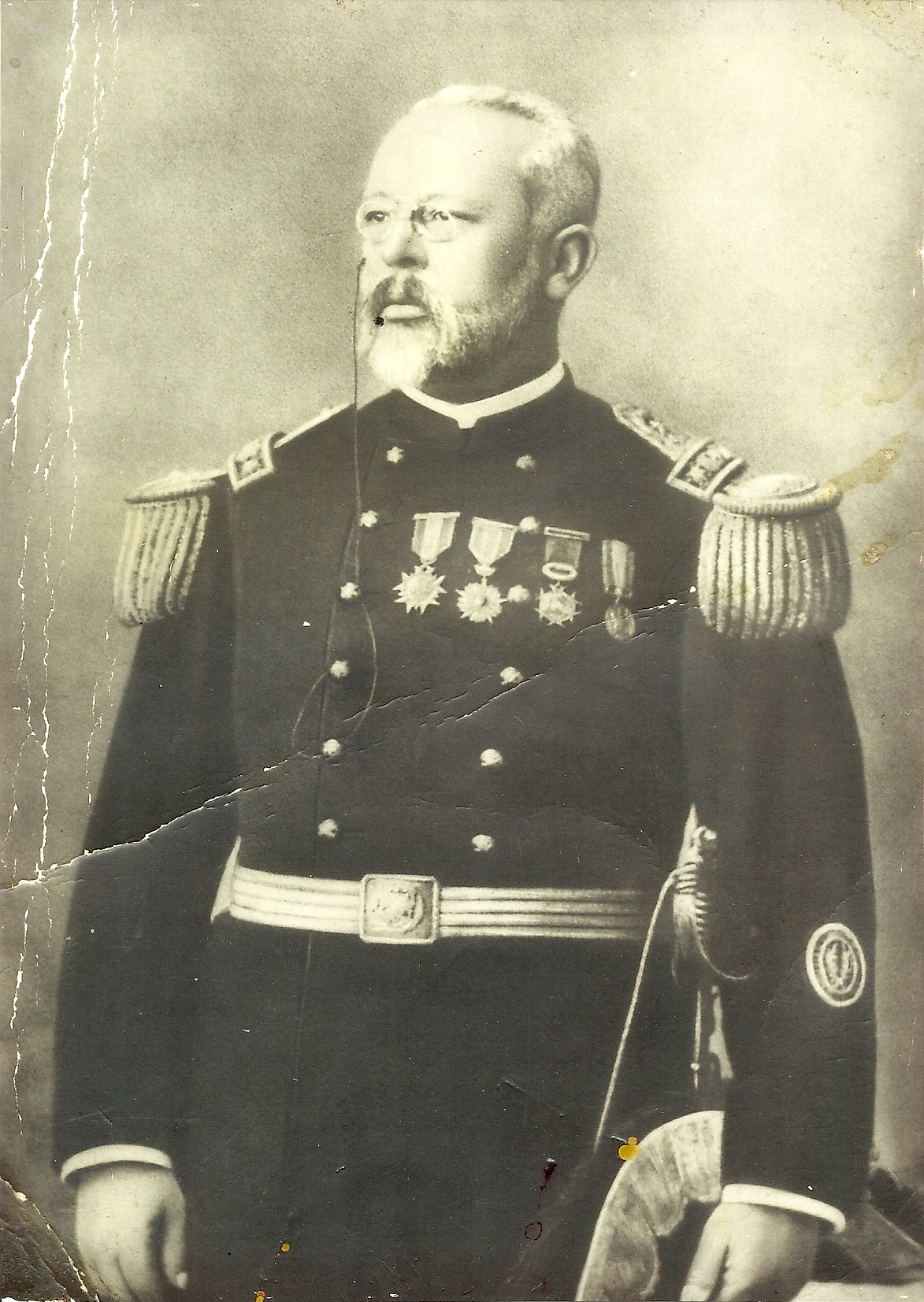
Coronel Exequiel Fuentes Villarroel en 1891

Exequiel Fuentes Villarroel (Santiago, 11 de abril de 1844 - 24 de octubre de 1920). Hijo de José Domingo Fuentes Campos y Rosario Villarroel Ávila. Contrajo matrimonio en 1868, con Julia Filomena Rabe Köster.
Educado en el Colegio San Luis y en el Instituto Nacional. Ingresó luego al Regimiento de Artillería de la Escuela Militar (1862). Su bautismo de fuego lo recibió en el Combate de Abtao (1866), contra la Escuadra Española y fue condecorado por los gobiernos peruano y boliviano.
Se inició como Cabo 2.º del Regimiento de Artillería, pasando en 1869 a Teniente 1.º y Capitán en 1865.
Estuvo varios años en la frontera araucana. Participó del ejército que fue contra la alianza peruano-boliviana (1879) y luchó en Antofagasta, en el asalto y toma de Pisagua, la batalla de San Francisco, la batalla de Tarapacá, el asalto de Los Ángeles, en Tacna, Chorrillos y Miraflores y en la expedición de Arequipa.
Llegó al grado de Teniente Coronel (1881). Fue Intendente interino de Tarapacá.
Miembro del Partido Liberal Democrático, fue Alcalde de la Municipalidad de Iquique (1883-1884).
Diputado por Quillota y Limache (1891-1894). Integró la comisión permanente de Guerra y Marina.